# جيليكو
جيليكو (بالإنجليزية: Jellico, Tennessee)‏ هي مدينة تقع بولاية تينيسي في وسط شرق الولايات المتحدة. تأسست عام 1878، تبلغ مساحة هذه المدينة 11.5 (كم²)، وترتفع عن سطح البحر 298 م، بلغ عدد سكانها 2448 نسمة في عام 2010 حسب إحصاء مكتب تعداد الولايات المتحدة وتصل الكثافة السكانية فيها 216.9 نسمة/كم2.

## التركيبة السكانية
حدّد مكتب تعداد الولايات المتحدة بيانات التركيبة السكانية لجيليكو في تعداد الولايات المتحدة. في ما يلي، التركيبة السكانية حسب تعدادي 2000 و2010.

### تعداد عام 2000
بلغ عدد سكان جيليكو 2,448 نسمة بحسب تعداد عام 2000، وبلغ عدد الأسر 1,022 أسرة وعدد العائلات 657 عائلة مقيمة في المدينة. في حين سجلت الكثافة السكانية 150.3 نسمة لكل كيلومتر مربع (389.3/ميل2). وبلغ عدد الوحدات السكنية 1,105 وحدة بمتوسط كثافة قدره 67.8 لكل كيلومتر مربع (175.6/ميل2).
وتوزع التركيب العرقي للمدينة بنسبة 96.24% من البيض و1.96% من الأمريكيين الأفارقة و0.16% من الأمريكيين الأصليين و0.65% من الأمريكيين ذوي الأصول الآسيوية و0.98% من عرقين مختلطين أو أكثر و0.37% من الهسبانيون أو اللاتينيون من أي عرق.
بلغ عدد الأسر 1,022 أسرة كانت نسبة 29.5% منها لديها أطفال تحت سن الثامنة عشر تعيش معهم، وبلغت نسبة الأزواج القاطنين مع بعضهم البعض 44.1% من أصل المجموع الكلي للأسر، ونسبة 16.2% من الأسر كان لديها معيلات من الإناث دون وجود شريك، بينما كانت نسبة 3.9% من الأسر لديها معيلون من الذكور دون وجود شريكة وكانت نسبة 35.7% من غير العائلات. تألفت نسبة 32.8% من أصل جميع الأسر من عدة أفراد يعيشون في نفس المنزل ونسبة 17.1% كانت تتألف من شخص يعيش بمفرده يبلغ من العمر 65 عاماً أو أكثر. وبلغ متوسط حجم الأسرة المعيشية 2.29، أما متوسط حجم العائلات فبلغ 2.90.
بلغ العمر الوسطي للسكان 41.7 عاماً. وكانت نسبة 21% من القاطنين تحت سن الثامنة عشر، وكانت نسبة 8.7% بين الثامنة عشر والرابعة والعشرين عاماً، ونسبة 24.1% كانت واقعةً في الفئة العمرية ما بين الخامسة والعشرين والرابعة والأربعين عاماً، ونسبة 24.4% كانت ما بين الخامسة والأربعين والرابعة والستين، ونسبة 17.3% كانت ضمن فئة الخامسة والستين عاماً فما فوق. يوجد لكل 100 أنثى 85.3 ذكر، ويوجد لكل 100 أنثى في الثامنة عشر من عمرها فما فوق 81.1 ذكر.
بلغ متوسط دخل الأسرة في المدينة 20,303 دولارًا، أما متوسط دخل العائلة فبلغ 25,709 دولارًا. وكان متوسط دخل الذكور 27,619 دولارًا مقابل 16,953 دولارًا للإناث. وسجل دخل الفرد الخاص بالمدينة 11,587 دولارًا. وكانت نسبة 28.8% من العائلات ونسبة 31.9% من السكان تحت خط الفقر، وكان من هؤلاء نسبة 45.8% تحت سن الثامنة عشر ونسبة 23.2% في الخامسة والستين من العمر وما فوق.

## معرض صور

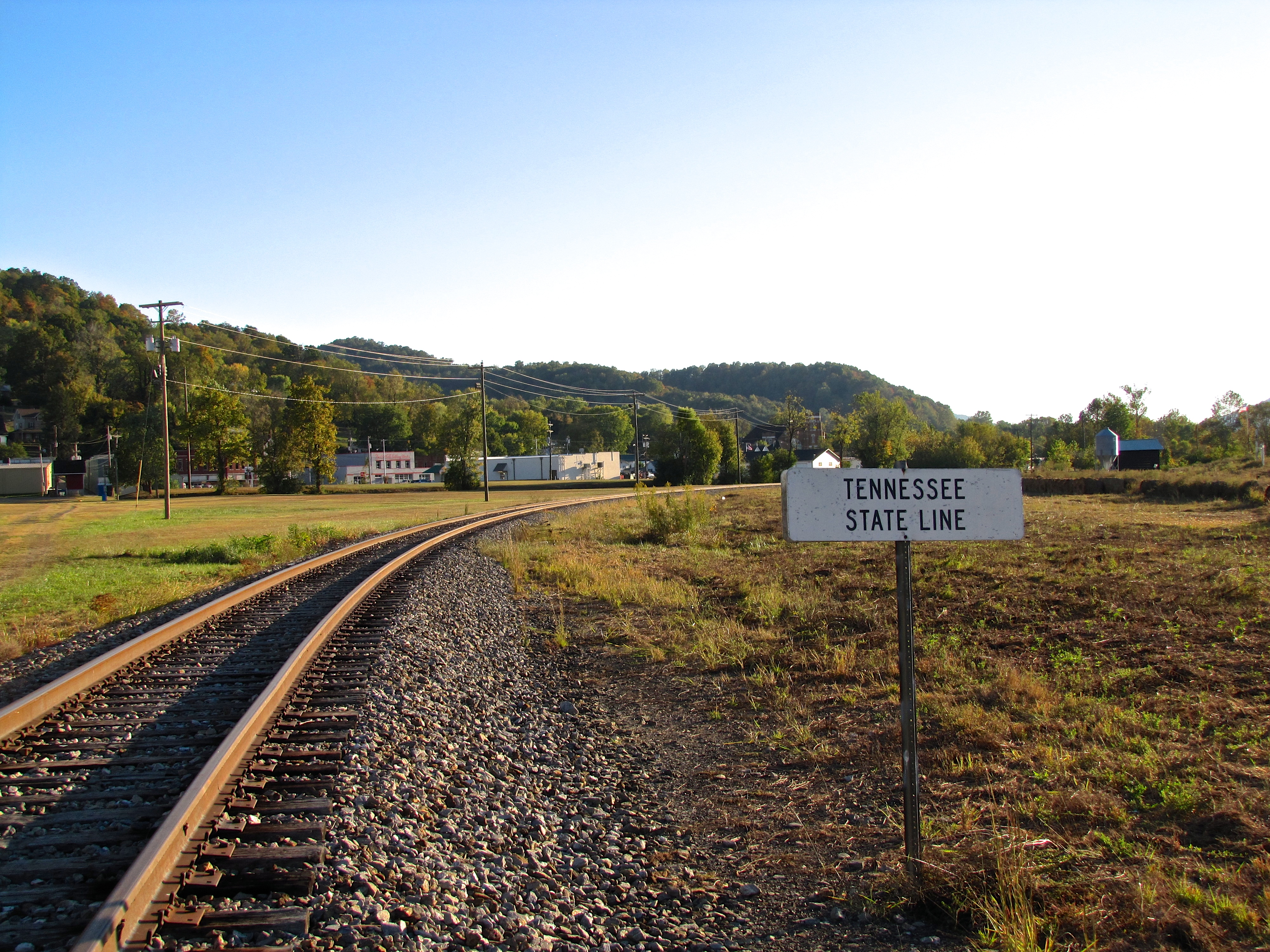
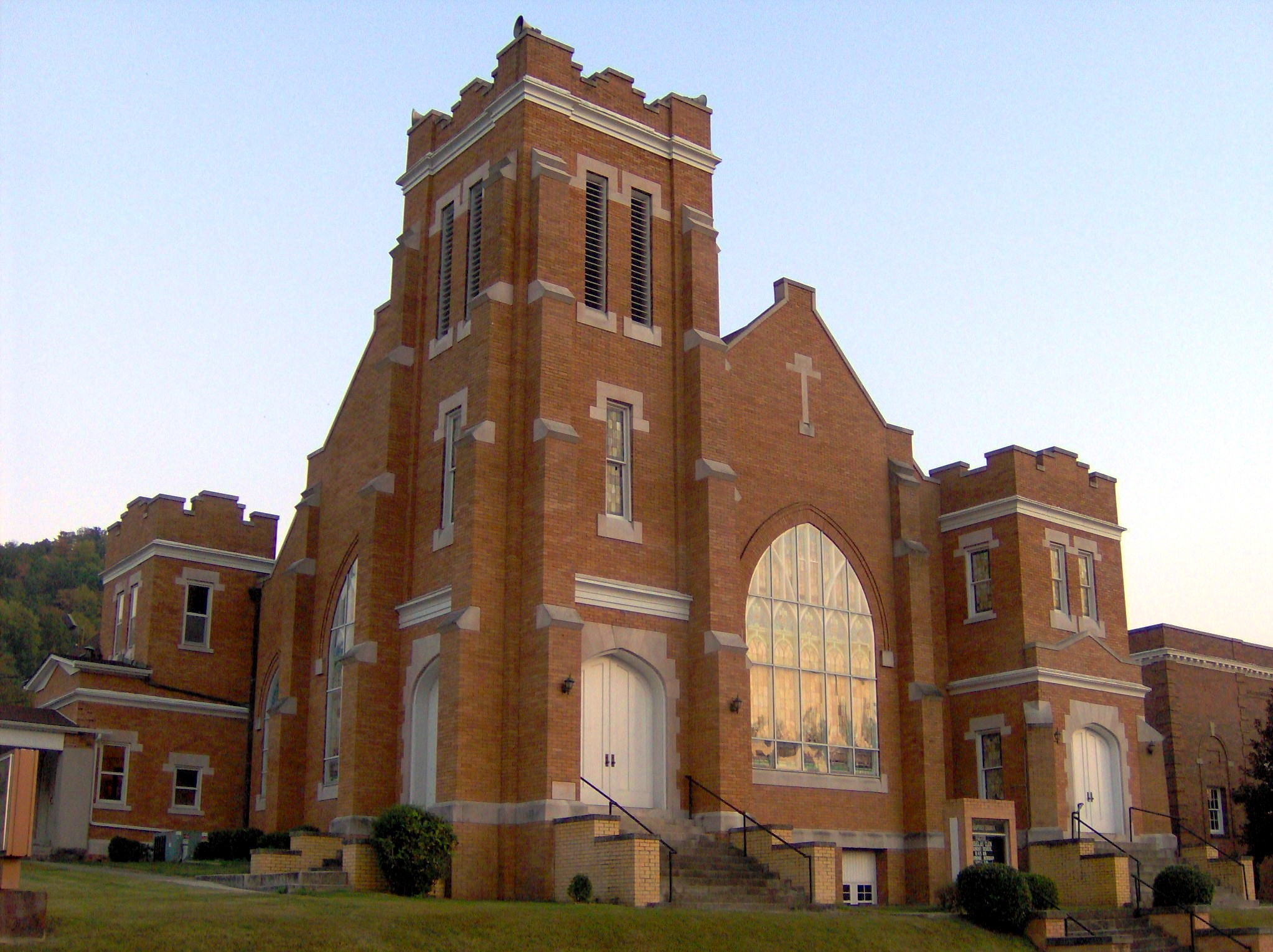
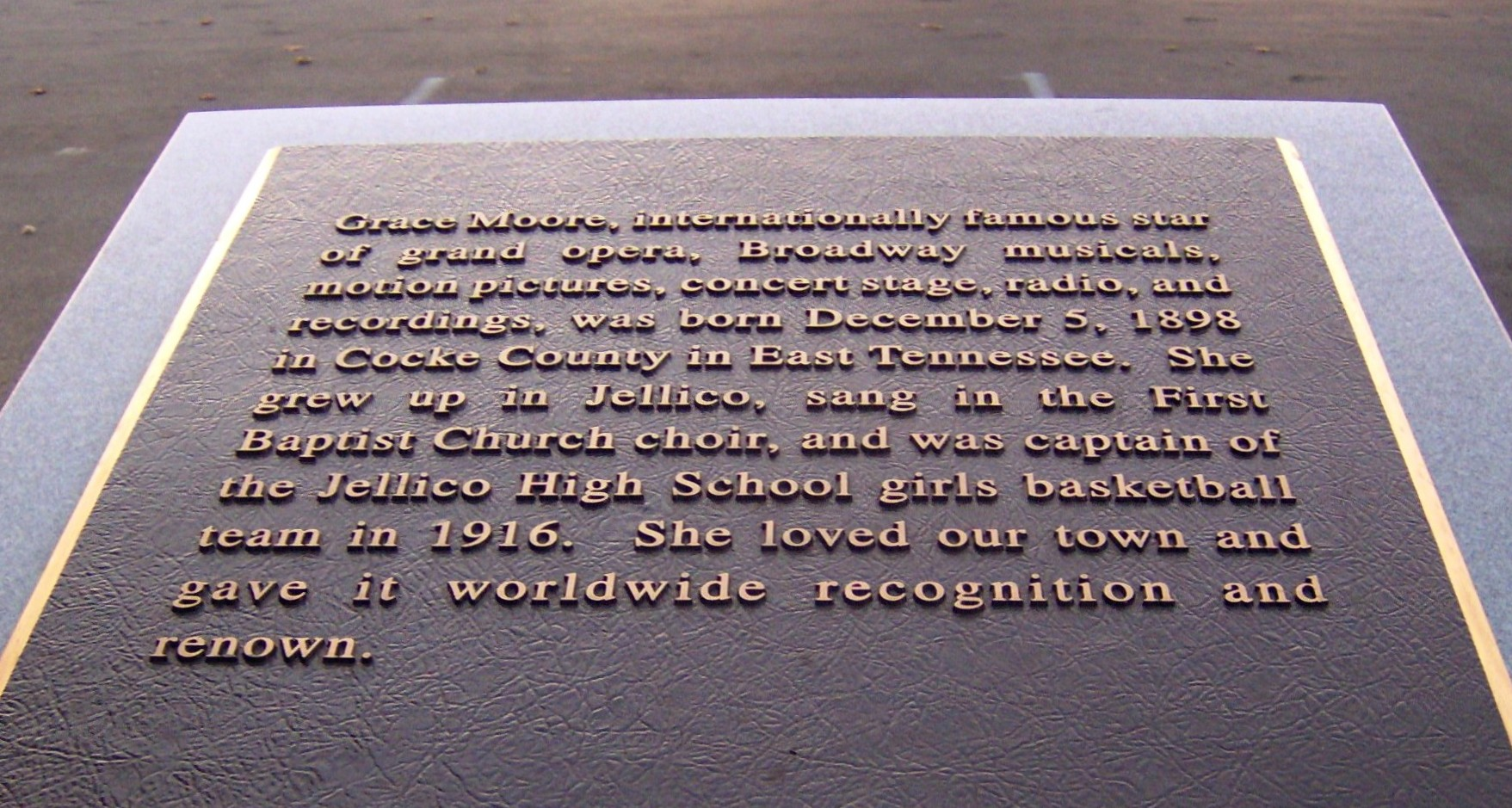
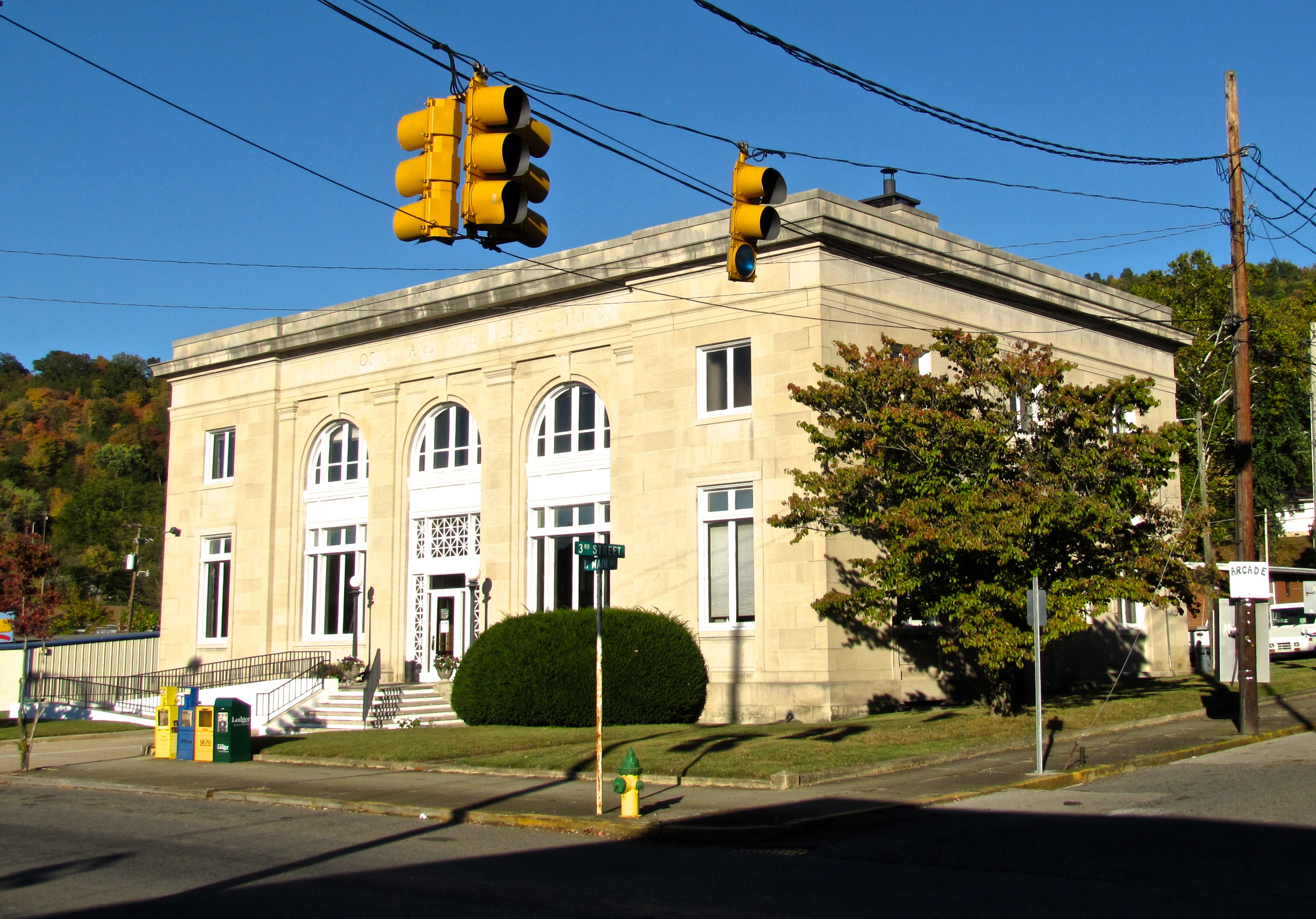

### تعداد عام 2010
بلغ عدد سكان جيليكو 2,355 نسمة بحسب تعداد عام 2010، وبلغ عدد الأسر 1,027 أسرة وعدد العائلات 600 عائلة مقيمة في المدينة. في حين سجلت الكثافة السكانية 144.6 نسمة لكل كيلومتر مربع (374.5/ميل2). وبلغ عدد الوحدات السكنية 1,147 وحدة بمتوسط كثافة قدره 70.4 لكل كيلومتر مربع (182.3/ميل2).
وتوزع التركيب العرقي للمدينة بنسبة 95.20% من البيض و1.83% من الأمريكيين الأفارقة و0.38% من الأمريكيين الأصليين و1.10% من الأمريكيين ذوي الأصول الآسيوية و0.17% من الأعراق الأخرى و1.32% من عرقين مختلطين أو أكثر و0.85% من الهسبانيون أو اللاتينيون من أي عرق.
بلغ عدد الأسر 1,027 أسرة كانت نسبة 27.1% منها لديها أطفال تحت سن الثامنة عشر تعيش معهم، وبلغت نسبة الأزواج القاطنين مع بعضهم البعض 38% من أصل المجموع الكلي للأسر، ونسبة 16% من الأسر كان لديها معيلات من الإناث دون وجود شريك، بينما كانت نسبة 4.5% من الأسر لديها معيلون من الذكور دون وجود شريكة وكانت نسبة 41.6% من غير العائلات. تألفت نسبة 38.1% من أصل جميع الأسر من عدة أفراد يعيشون في نفس المنزل ونسبة 16% كانت تتألف من شخص يعيش بمفرده يبلغ من العمر 65 عاماً أو أكثر. وبلغ متوسط حجم الأسرة المعيشية 2.20، أما متوسط حجم العائلات فبلغ 2.93.
بلغ العمر الوسطي للسكان 43.5 عاماً. وكانت نسبة 20.7% من القاطنين تحت سن الثامنة عشر، وكانت نسبة 7.3% بين الثامنة عشر والرابعة والعشرين عاماً، ونسبة 24.2% كانت واقعةً في الفئة العمرية ما بين الخامسة والعشرين والرابعة والأربعين عاماً، ونسبة 27.7% كانت ما بين الخامسة والأربعين والرابعة والستين، ونسبة 20.1% كانت ضمن فئة الخامسة والستين عاماً فما فوق. وتوزع التركيب الجنسي للسكان بنسبة 47.6% ذكور و52.4% إناث.

## أعلام
- لاري دوغلاس

## وصلات خارجية
- www.jellico.us نسخة محفوظة 24 أغسطس 2013 على موقع واي باك مشين.
- The US50 - Cities and Towns in Tennessee State